# Arrowsmith Lake, Western Australia
Arrowsmith Lake är en sjö i Australien. Den ligger i delstaten Western Australia, omkring 280 kilometer norr om delstatshuvudstaden Perth. Arrowsmith Lake ligger 31 meter över havet.
Omgivningarna runt Arrowsmith Lake är i huvudsak ett öppet busklandskap. Trakten runt Arrowsmith Lake är nära nog obefolkad, med mindre än två invånare per kvadratkilometer. Genomsnittlig årsnederbörd är 488 millimeter. Den regnigaste månaden är juli, med i genomsnitt 88 mm nederbörd, och den torraste är februari, med 7 mm nederbörd.